# Genuchus mirei
Genuchus mirei är en skalbaggsart som beskrevs av Franz Antoine 1998. Genuchus mirei ingår i släktet Genuchus och familjen Cetoniidae. Inga underarter finns listade i Catalogue of Life.